# Scott County (Indiana)
Scott County is een county in de Amerikaanse staat Indiana.
De county heeft een landoppervlakte van 493 km² en telt 22.960 inwoners (volkstelling 2000). De hoofdplaats is Scottsburg.

## Bevolkingsontwikkeling

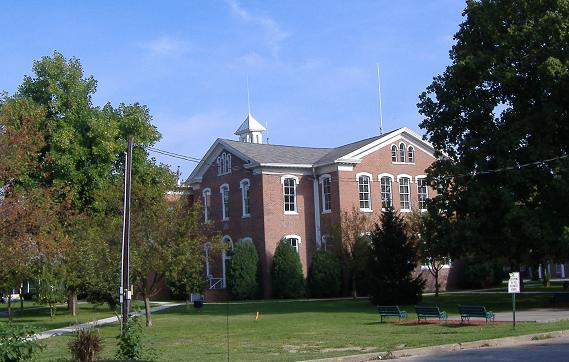
Scott County Courthouse